# Haz vascular

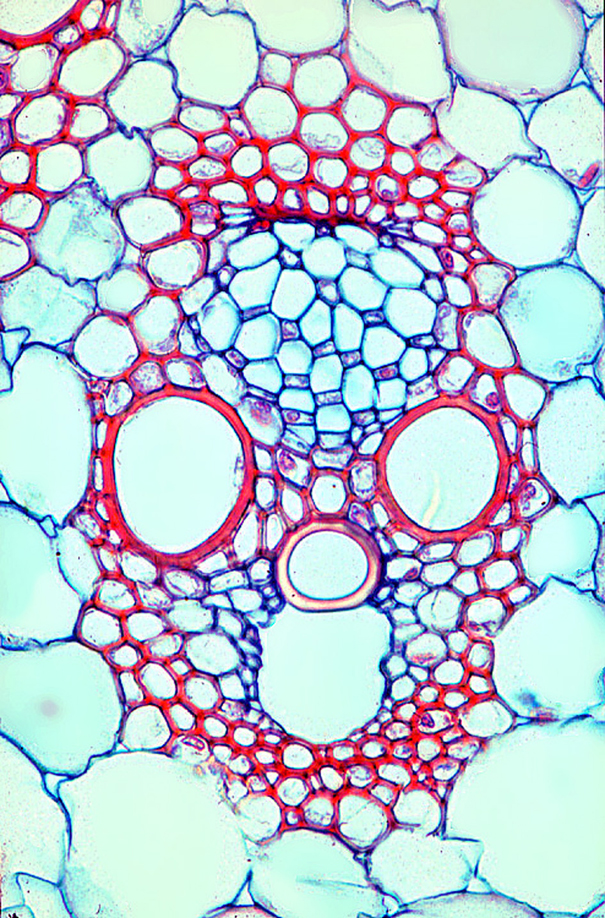
Haz vascular cerrado en maíz (Zea mays). Corte transversal.

En Botánica, un haz vascular es cada uno de los cordones individuales que forman el sistema vascular primario de las plantas. Es un conjunto formado por los tejidos vasculares, xilema y floema, incluyendo a veces tejidos mecánicos asociados (parénquima y esclerénquima).
Los tejidos vasculares el haz primarios se forman a partir del procámbium. Tanto el xilema como el floema constan de dos partes que se desarrollan una después de otra: proto y metaxilema, y proto y metafloema. El protoxilema está formado por traqueidas anilladas o espiraladas, que al final se estiran y destruyen. El metaxilema es más complejo, puede tener vasos reticulados y punteados y fibras; es el único tejido conductor de las plantas que no posee crecimiento secundario. El protofloema madura en las partes de la planta que se están alargando, la mayor parte de las células son parenquimáticas; sus elementos se obliteran y aplastan muy pronto. El metafloema tiene elementos cribosos con células acompañantes, además de células parenquimáticas. En las plantas sin crecimiento secundario, es el único floema de los órganos adultos.

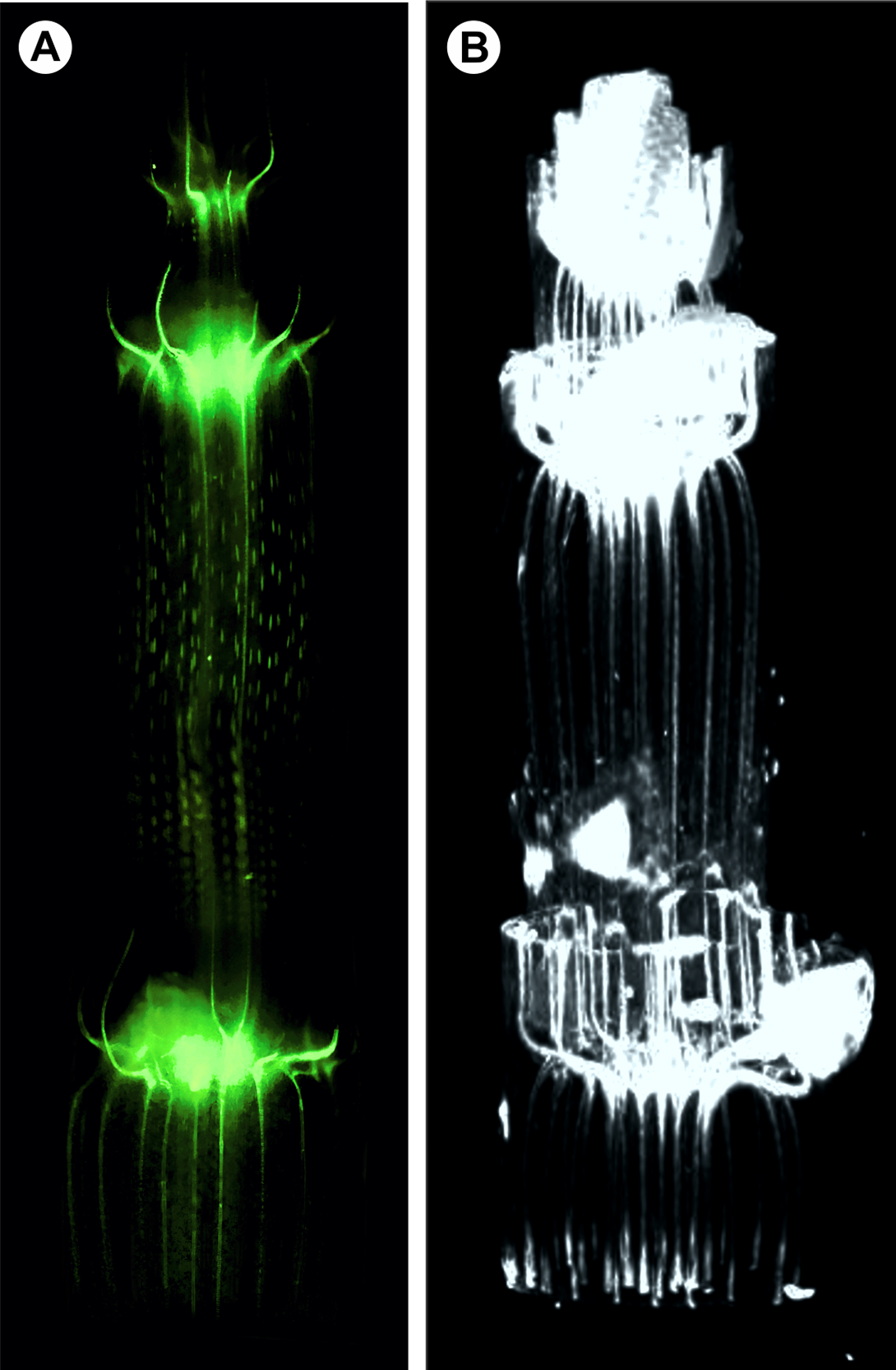
Haces vasculares del tallo. Vista longitudinal de brote de Tradescantia zebrina, Monocotiledónea.

El floema y el xilema muestran variaciones en su posición relativa, determinando diversos tipos de haces vasculares.
- Haz colateral. El floema está localizado en el lado externo o abaxial del haz, mientras el xilema está ubicado en el lado interno o adaxial. Es el más frecuente en las angiospermas y gimnospermas. Los haces colaterales pueden ser de dos tipos:

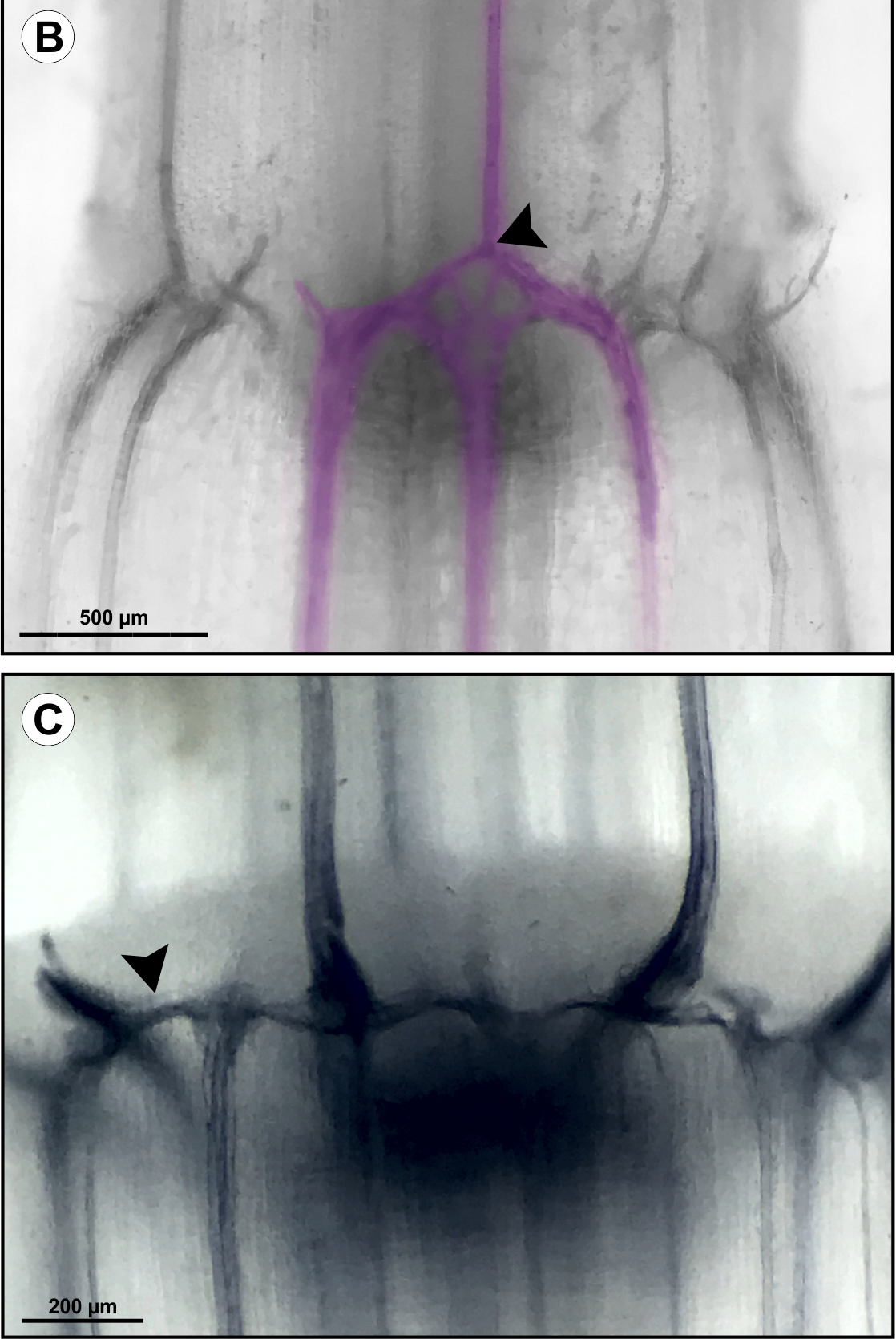
Haces nodales longitudinales (B) y transversales (C). Tradescantia zebrina, Monocotiledónea.

- - Haz colateral cerrado. En la mayoría de las pteridófitas, monocotiledóneas y dicotiledóneas herbáceas, los haces vasculares no conservan procámbium después que los tejidos vasculares primarios alcanzan el estado adulto. Carecen por lo tanto de capacidad para un crecimiento ulterior. Los elementos traqueales del protoxilema eventualmente se estiran y destruyen. En los haces vasculares de muchas poáceas (gramíneas) la destrucción del protoxilema lleva a la formación de un espacio abierto llamado laguna protoxilemática.
  - Haz colateral abierto. La mayoría de las dicotiledóneas y gimnospermas tienen haces abiertos, con un meristema vascular persistente entre xilema y floema: el cámbium fascicular, que se forma a partir de un remanente de procámbium.

- Haz bicolateral. Los haces bicolaterales presentan floema a ambos lados del xilema, hacia afuera y hacia adentro. Se encuentran en especies de algunas familias de dicotiledóneas, como las convolvuláceas, apocináceas, solanáceas, cucurbitáceas y asclepiadáceas y de ciertas tribus de asteráceas (compuestas). El cámbium fascicular se encuentra entre el xilema y el floema externo; también hay algún cámbium entre el xilema y el floema interno. En los haces bicolaterales el floema interno se diferencia después que el externo, y su diferenciación es centrífuga.

- Haz concéntrico. En los haces concéntricos, uno de los tejidos vasculares rodea completamente al otro. Los haces concéntricos son cerrados. El haz se denomina perixilemático o anfivasal si el xilema rodea al floema; este tipo de haz se encuentra en muchas monocotiledóneas; los haces medulares de algunas dicotiledóneas también son de esta tipo. Si el floema rodea al xilema, el haz es perifloemático o anficribal. Son comunes en pteridófitas y en flores y frutos de angiospermas.